# Berliner Oratorien-Chor
Der Berliner Oratorien-Chor ist einer der ältesten Laienchöre in Berlin. Er wurde 1904 als „Berliner Volks-Chor“ gegründet und 1974 zum Berliner Oratorien-Chor (BOC) umbenannt. Der BOC tritt mehrfach im Jahr im Konzerthaus Berlin am Gendarmenmarkt und in der Berliner Philharmonie mit einem anspruchsvollen klassischen Musikprogramm, in dem Chorsinfonik verschiedener Epochen dargeboten wird, als Veranstalter auf. Der Chor besteht zum aktuellen Zeitpunkt aus rund 80 aktiven Laiensängerinnen und -sängern.

## Geschichte

### Gründung und Aufbau des Berliner Volks-Chores
Es war die Zeit der noch jungen, von dynamischen Kräften getragenen Volksbühnenbewegung, als Mitglieder der Berliner Volksbühne im Jahre 1904 auf die Idee kamen, einen Berliner Volks-Chor zu gründen. Er sollte jedoch nicht Volkslieder singen, sondern basierend auf dem Selbstverständnis der Bühne bühnenwirksame Werke aufführen: sinfonische Chorwerke und Oratorien.
Am 8. Februar 1904 wurde auf Vorschlag von Ernst Zander, einem Zahnarzt, der Arbeiterchor mit dem Namen „Berliner Volks-Chor“ gegründet. Zu Beginn des 20. Jahrhunderts konnte die Musik ein wichtiger und friedlich stimmender Antrieb für eine sich emanzipierende Arbeiterschaft sein. Aus dem 1. Jahresbericht des Chores war das Hauptziel des BVC zu erkennen, „[…] für minderbemittelte Volkskreise, speziell die Berliner Arbeiterschaft gute Aufführungen größerer Chorwerke und Oratorien der berühmtesten Tondichter zu veranstalten. Daneben sollen durch Solistenkonzerte auch die übrigen Gebiete der Musik, sowohl gesanglicher und instrumentaler Art, zu Geltung kommen.“ Somit hatte Berlin seinen ersten aus Mitgliedern des werktätigen Volkes bestehenden Chor, der aus eigener Kraft die großen Meisterwerke der gemischten Chorliteratur mit Orchester und Solisten zu Gehör bringen wollte.
Am 17. Februar 1904 fand die erste Probe im Sophien-Realgymnasium statt. Zur Vorbereitung wurden Kurse in Notenlehre, Sprach- und Stimmbildung sowie Einführung in die Welt der Musik obligatorisch für die Sänger und Sängerinnen angeboten. Im Herbst 1904 gab der BVC das erste Konzert mit Schumanns Das Paradies und die Peri mit dem „Berliner Tonkünstler-Orchester“ in der „Neuen Welt“ (Hasenheide). Der BVC trat ohne Gage unter anderem bei Maifeiern, Gewerkschaftsveranstaltungen und Parteitagen der SPD auf. Wobei die Waage zwischen allen Parteien und Fraktionen gehalten werden sollte.
Die Mitgliederzahlen in den ersten Jahren lagen zwischen 120 und 200 und stiegen bis zum Ausbruch des Ersten Weltkrieges auf 350. Nach 1918 stieg die Sängerzahl auf 451 an. 1927 gründete der BVC einen eigenen Kinder- und Jugendchor, um sich einen eigenen musikalischen Nachwuchs heranzuziehen.
Anfang der 1920er Jahre trat der BVC in den Deutschen Arbeiter-Sängerbund ein, über welchen eine erste Konzertreise nach Wien organisiert wurde.

### Der Berliner Volks-Chor in der Zeit des Nationalsozialismus – 1933–1945
Mit dem Gesetz vom 22. September 1933 zur Einrichtung der Reichskulturkammer wurden sämtliche kulturellen Organisationen gleichgeschaltet. Nur wer Mitglied in der neu geschaffenen Reichskulturkammer für Berufsmusiker und Laien war, durfte öffentlich Konzerte und Opern aufführen. Gleichzeitig musste eine arische Abstammung und die Loyalität gegenüber dem nationalsozialistischen Staat nachgewiesen werden. Die Mitgliedschaft des BVC im Deutschen Arbeiter Sängerbund wurde 1933 annulliert. Nach der Machtübernahme der Nationalsozialisten wurde die Arbeitermusikbewegung immer stärker Schikanen und Verfolgungen unterzogen. Die Chorleitertätigkeit wurde unter Androhung eines generellen Berufsverbotes untersagt, der Entzug der Probenräume verhinderte die kontinuierliche Arbeit und das Verbandsvermögen wurde eingezogen. Die Leiter des Deutschen Arbeiter Sängerbundes zogen daraus die Konsequenz, ihre Organisation zu liquidieren und die Mitgliederchöre selbst über ihre Weiterarbeit entscheiden zu lassen. Mangels Alternativen ist der BVC in den „Reichsverband der Gemischten Chöre Deutschlands“ eingetreten, um die Arbeit fortführen zu können.
Chorleiter mussten in der NSDAP sein, um ihre Tätigkeit weiterhin ausüben zu können. Das war Ernst Zander offenkundig nicht. Auch weil er kein Berufsmusiker war, musste er 1937 seine Tätigkeit als Leiter des BVC aufgeben. Es wurden von Seiten des Staates ideologisch flankierte Fortbildungsseminare in „Schulungslagern“ für Chorleiter angeboten, um die „deutsche Sangeskunst“ auf Linie der Reichsführung zu bringen. Als neuer Leiter des BVC kam Georg Oskar Schumann.
Für das musikalische Repertoire hatten die Nationalsozialisten klare Vorgaben gemacht. Werke von „Juden, Dreivierteljuden, Halbjuden und Vierteljuden“ waren verboten. Unter Weglassen des Namens des Komponisten konnten diese Chorwerke unter Umständen noch bis 1938 zu Gehör gebracht werden. Der BVC widmete seinen Hauptwerken von Haydn, Bach, Brahms und Beethoven. Ab 1937 erfolgten Auftritte gemeinsam mit dem „Erkschen Gemischten Chor“. Durch die Einberufung der männlichen Sänger nach Kriegsbeginn schwächte sich die Leistungsfähigkeit der Chöre ab, Konzerte wurden seltener.
Georg Oskar Schumann, als kommender Stardirigent gepriesen, wird 1942 als Leiter des gesamten Musikwesens nach Rathenow berufen und städtischer Musikdirektor, so folgte Fritz Pokorny als Leiter des BVC 1943 bis Kriegsende.

### Wiederaufbau des Berliner Volks-Chores – 1945–1960
Der amtierende Vorsitzende des BVC Otto Berndt fand nach dem Zweiten Weltkrieg 40 bis 45 vor Ort verbliebene Sänger, um das Volks-Chorleben wieder zu aktivieren. Geprobt wurde zunächst mit dem Hochschulchor unter Jakobi, bis man sich mit Herbert Schoenborn eigenständig machte. Ab 1948 lag das Dirigat in den Händen des Berufsmusikers Hans Kohlmann. Die Proben erfolgten im sowjetischen Sektor der Stadt, dies war wegen der Kontrollen an den Sektorengrenzen aufwändig. Auch wegen Schikanen um Vereinsanerkennung und politische Orientierung verlegte der BVC seine Probenstätte Ende 1950 in den Westteil Berlins in eine Schule in der Emser Straße. Ein Großteil des Archivs und des Notenkellers gingen jedoch verloren.
Es entwickelten sich Konzertauftrittsmöglichkeiten für Laienchöre und der BVC gab kleinere Konzerte aus Kantaten, Volksliedern, Werken von Telemann, und erste offizielle Anlässe wie in der Lichtburg, auf der Freilichtbühne Hasenheide, bei AWO-Konzerten, beim Geburtstagssingen für Ernst Reuter, beim Volkstrauertag oder SPD-Veranstaltungen und eine steigende Anzahl der Chormitglieder stärkten Bekanntheit und Akzeptanz.
1957 stagnierte die Chorarbeit und der neue Erste Vorsitzende des BVC, Klaus Scheithe, gewann den jungen Dirigenten Gert Sell. Dieser begann am 1. April 1958 seine Chorleitertätigkeit beim BVC und bestimmte nahezu 50 Jahre das Chorleben. Er brachte die Jahreszeiten von Haydn zur Konzertreife und mit Faust’s Verdammung von Hector Berlioz erarbeitete er sein eigenes Werk. Der neue bis heute genutzte Probenraum wurde in der Technischen Universität Berlin gefunden. Die Konzertagentur Hohenfels vermittelte die Konzerte des Chores, die nahezu alle zwei Monate mit dem Sinfonie Orchester Berlin in einer Abo-Reihe gegeben wurden. Auswärtige Konzerte in Peine führten zu einer Chorpartnerschaft. Ein Höhepunkt war das Sängerfest des Allgemeinen Sängerbundes (DAS) 1959 in Berlin. Mit den Berliner Philharmonikern wurde „Ein Kind unserer Zeit“ von Michael Tippett in der Hochschule der Künste aufgeführt.

### Schicksalsschläge und weiterer Fortschritt im Chorgeschehen – 1961–1970
Der BVC war zu den 1960er Jahren zu einem stattlichen Chor entwickelt. Durch den Mauerbau 1961 fielen 30 Mitglieder aus und der Kontakt mit den Mitgliedern im Ostsektor war unterbrochen. Der BVC arbeitete und probte weiter und zählte 1963 wieder 170 aktive Sänger, allerdings nur 30 männliche Stimmen. Zur Nachwuchsgewinnung wurde ein Kinderchor unter Ursula Degebrodt gegründet, der sich zwei Jahre später wieder auflöste. Bis Mitte 1960er Jahre wurde die Abo-Reihe weiter geführt, danach mangels Qualität der Orchesterbegleitung aufgegeben.
1964 feierte der Chor sein 60. Jubiläum. Es wurde stilvoll mit der „Missa Solemnis“ von Ludwig van Beethoven in der neuen Philharmonie mit den Berliner Philharmonikern begangen. 1966 wurden die Choraktivitäten durch das Mitwirken beim Auftritt des „Balletts des 20. Jahrhunderts“ unter der Leitung von Maurice Béjart gekrönt. Unter Gert Sell wurden in den 1960er Jahren wieder die großen Oratorienwerke erarbeitet. Dazu gehören die Krönungsmesse von Wolfgang Amadeus Mozart, Samson von Händel, das Requiem von Verdi und von Dvořák, heitere Operetten- und volkstümliche Opernkonzerte zählten nun zum Repertoire des Chors.

### Aus dem BVC wird der BOC
Die 1970er Jahre beginnen für den BVC mit dem „Elias“ von Felix Mendelssohn Bartholdy in der Philharmonie und unter Begleitung des Symphonischen Orchesters Berlin. Es folgte ein heiteres „Johann-Strauß-Konzert“ zum Jahresausklang. Die folgenden Jahre waren ein Spiegel der Vielseitigkeit des Chores. Heiteren Frühlingskonzerten in der Hochschule für Musik folgten eine Chorfahrt zu einem Kantatenkonzert in Bremen, Haydns „Schöpfung“, Schuberts „Messe Nr. 6“, Händels „Messias“ und immer wieder auch Beethovens „9. Sinfonie“.
Das 70. Chorjubiläum wurde vom 31. Mai bis 9. Juni 1974 mit einer Konzertreise von Innsbruck über München bis Peine und Braunschweig begangen. Das Wörtchen „Volk“, welches ab 1904 die Arbeiterschaft in die Berliner Chorszene holen sollte, hatte durch die dunklen Jahre der deutschen Geschichte einen negativen Anstrich erfahren. Der Vorstand um Eva Maria Eisermann wollte in „Berliner Oratorien-Chor“ umbenennen, jedoch war ein „Berliner Oratorien-Chor e. V.“ seit 1945 im Vereinsregister des Amtsgerichts Tiergarten eingetragen, dessen Tätigkeit ruhte. Dieser Chor war aus dem „Deutschen Philharmonischen Chor“ entstanden, den Georg Oskar Schumann leitete und 1957 Hans-Thomas Nowowiejski übernahm. 1963 stellte dieser Chor seine Tätigkeit ein. Der BVC wandte sich an den eingetragenen Ersten Vorsitzenden Walter Hübbe und konnte den eingetragenen Namen übernehmen. Zum 1. Oktober 1974 wurde aus dem Berliner Volks-Chor der Berliner Oratorien-Chor. Der BOC nahm am 17. Chorfest des Deutschen Sänger-Bundes in Berlin vom 9. bis 13. Juni 1976 teil und sang drei Werke von Bach zum 75. Jubiläum des Berliner Sängerbundes in 1977. Während dieses Zeitraumes wurde auch eine Langspielplatte mit der „Messe in D-Dur“ von Antonín Dvořák aufgenommen. 1978 erfolgte eine erneute Konzertrundreise vom 4. bis 15. Mai durch Österreich. 1979 wurde das 75. Jubiläum des Chores mit zwei Festkonzerten und einer Chorreise ins finnische Tampere begangen. Dort errang der BOC eine Goldmedaille bei einem Wettsingen.

### Der BOC in den 1980er Jahren
Die 1980er Jahre wurden vom Berliner Oratorien-Chor mit Bruckners „Messe in f-Moll“ und „Te Deum“ eröffnet. Im Oktober gab es ein heiteres Opernkonzert mit Werken von Cornelius, Lortzing und Nicolai. Die „Neunte“ von Beethoven zum Jahresabschluss und auch die „Jahreszeiten“ von Haydn blieben im Programm des BOC. „Stabat Mater“ von Dvořák und „Die Schöpfung“ von Haydn wurden ebenso aufgeführt. Im 80. Jubiläumsjahr des BOC wurde die „Matthäus-Passion“ erarbeitet und aufgeführt. Im Jubiläumsjahr 1984 wurde eine weitere Chorfreundschaft mit dem „Szolnoki Kodály Kórus“ aus Ungarn geschlossen.
Der BOC beteiligte sich zur 750-Jahr-Feier Berlins beim „Sternstunden-Singen“ an der Siegessäule und anderen Konzerten. Nach einem Mozart-Beethoven-Konzert und dem Bachschen Weihnachtsoratorium 1988 wurde 1999 Stuttgart zu Konzerten mit dem Stuttgarter Liederkranz besucht. Am 11. November 1989. trat der BOC mit einem „Heiteren Konzert“ in der Musikschule Reinickendorf auf.

### Von 1990 bis 2000 – durch die Wiedervereinigung steigt der Konkurrenzdruck
In den 1990er Jahren verstärkte sich die Konkurrenz in der Berliner Musik- und der Chorszene. In der geteilten Stadt hatten sich vierzig Jahre lang zwei parallel entwickelnde Kulturzentren aufgebaut, die sich nun gegenüberstanden. Das führte zu einer Verknappung der für die Arbeit der einzelnen Chöre erforderlichen finanziellen Ressourcen. Die Subventionen des Berliner Senats wurden immer mehr zurückgenommen und auf mehrere „Bedürftige“ verteilt. Der BOC musste seine drei großen Konzerte im Jahr mit weniger Zuwendung durchführen. Die Arbeit wurde mit den Philharmonischen Orchestern aus Danzig, Stettin, Bromberg, Köslin und Kattowitz weitergeführt. Auch die Brandenburgischen Philharmoniker wurden zu einem Konzert engagiert. Am 22. Dezember 1991 trat der BOC zum ersten Mal im Ostteil der Stadt im Konzerthaus am Gendarmenmarkt mit der „Hohe Messe in h-Moll“ von Johann Sebastian Bach auf.
1994 reiste der Chor durch die Tschechische Republik bis nach Budapest. Mozarts „Te Deum“ und „Vesperae solennes“ wurden mehrfach gesungen sowie Beethovens „Messe in C-Dur“. Ab Mai 1999 konnte der BOC regelmäßig im Großen Saal des Berliner Rathauses für karitative Zwecke mit dem großen Chor aber auch mit einer A-Cappella-Formation und einem kleinen Instrumentenensemble auftreten.

### Die ersten zehn Jahre im neuen Jahrtausend
Das neue Jahrtausend begann am 4. Januar mit der 9. Sinfonie von Beethoven mit einem Freundschaftschor aus Japan und der Singakademie Potsdam. Zweimal wurde die „Neunte“ noch im Hans-Otto-Theater in Potsdam gesungen. Zur Karnevalszeit 2000 gab der BOC ein „Heiteres Konzert Johann Strauß“ im Konzerthaus. Es folgten Konzerte von Bach und von Brahms „Ein deutsches Requiem“.
2001 feierte der Berliner Sängerbund sein 100. Jubiläum und lud den BOC und zahlreiche andere Chöre zur „Carmina Burana“ von Orff und einer Uraufführung des polnischen Komponisten Pjotr Moss „Meditation und Psalm“ in die Philharmonie ein. Zur Auffrischung der Stimmen konnte 2003 zusammen mit einem Jugendchor die „Messe in As-Dur“ von Franz Schubert gegeben werden. Der Chor festigte seinen Stand als Bestandteil des Berliner Konzertlebens.
Weitere Auftritte waren 2005 ein Neujahrskonzert in der Heilig-Kreuz-Kirche, ein Frühjahrskonzert, zwei Händel-Konzerte, „Das Alexanderfest“ und im Dezember „Der Messias“., sowie die Potsdamer Schlössernacht. 2006 stand im Zeichen des 250. Geburtstag von Wolfgang Amadeus Mozart. Die „Neunte“ von Beethoven wurde zweimal gegeben und die „Matthäus-Passion“ von Bach. Im Dezember 2007 gab der BOC ein Weihnachtskonzert mit dem Weihnachtsoratorium von Camille Saint-Saëns und dem Weihnachtsteil aus Händels „Messias“.
2008 legte Gert Sell die künstlerischen Leitung nieder und übergab an einen jungen Dirigenten, Thomas Hennig. Gert Sell wurde mit dem Bundesverdienstkreuz geehrt. 2009 nahm der BOC an den Brandenburgischen Festspielen teil und das Frühjahrskonzert 2010 mit der „Messe in Es-Dur“ von Franz Schubert fand im Konzerthaus statt.

## Die Dirigenten des Berliner Oratorien-Chores
- 1904–1937 Ernst Zander
- (1916 bis Kriegsende 1918 Vertretung durch Musikdirektor Eschke)
- 1937–1943 Georg Oskar Schumann
- 1943–1945 Fritz Pokorny
- 1945–1947 Professor Jakobi
- 1947–1948 Herbert Schoenborn
- 1948–1958 Hans Kohlmann
- 1958–2008 Gert Sell
- seit 2008 Thomas Hennig